# Небеса не простят
Небеса не простят (исп. Lo que el cielo no perdona) — мексиканская 100-серийная мелодрама с элементами драмы 1982 года производства Televisa.

## Сюжет
Тоньо, круглый сирота решил отправиться из провинции в Мехико вместе со своей верной собакой Саймоном. В детстве его обманули, сказав, что его отец скончался, а на самом деле он отправился на заработки, забыв о своём сыне. Тоньо при приезде в Мехико выяснил, что он не сирота, и его отец действительно трудится в городе. Родной отец Тоньо после многих лет работы стал богатым состоятельным человеком, но тяжело больным. Злые родственники отца Тоньо не хотят допустить того, чтобы всё имущество после его смерти перешло его законному сыну. После прибытия Тоньо в Мехико первым делом об этом узнали злые родственники и явились туда с целью использования мальчика в качестве слуги, но у них созрел ещё один план избавиться от него. За ним стала ухаживать Изабелла, молодая женщина приняла его как своего сына, её будущий муж Марсело сначала плохо к нему относится, но вскоре также полюбил Тоньо как родного сына. Злые родственники довели родного отца Тоньо до смерти, и теперь хотят похитить и его самого, чтобы впоследствии также с ним расквитаться. Марсело, приёмный отец Тоньо спасает его от похитителей, но сам становится жертвой похитителей. Тоньо, Изабелла и Симон сбежали из Мехико, и наконец после долгих несчастий Тоньо стал наследником наследства своего отца.

## Создатели телесериала

### В ролях
- Луис Марио Куирос — Тоньо
- Энрике Альварес Феликс — Марсело
- Бланка Герра — Исабель
- Моника Прадо — Марта
- Роса Мария Морено — Серафина
- Хавьер Марк — Херардо
- Ана Сильвия Гарса — Барбара
- Сара Гуаш — Пруденсия
- Патрисия Монтеро — Леонор
- Адриана Парра — Теодосия
- Мерле Урибе — Ребека
- Альберто Сайян — Луис Альворадо
- Кета Карраско — Милагрос
- Оскар Травен — Рейнальдо
- Марго Вагнер — Ремедиос
- Карлос Рикельме — Дон Андрес
- Луис Баярдо — Лоло
- Хосе Роберто Хилл — Петронио
- Энрике дель Кастильо
- Антонио Браво
- Мануэль Саваль
- Арлет Пачеко
- Хорхе Лават
- Рауль Мерас